# (10255) Taunus
(10255) Taunus (3398 T-3) – planetoida z pasa głównego asteroid okrążająca Słońce w ciągu 3,4 lat w średniej odległości 2,26 j.a. Odkryta 16 października 1977 roku.